# Francisco Martínez Clausich
Francisco Martínez Clausich (Sogorb, 26 d'octubre de 1931) ha estat un advocat i polític valencià, diputat en les dues primeres legislatures de les Corts Valencianes.
Llicenciat en dret, treballà director de la sucursal a Sogorb del Banco Español de Crédito. Fou elegit diputat dins les files d'Alianza Popular per la circumscripció de Castelló a les eleccions a les Corts Valencianes de 1983 i 1987. Ha estat president de la Comissió d'Obres Públiques i Transports de les Corts Valencianes.